# Сиви мишолики опосум
Сиви мишолики опосум (Tlacuatzin canescens) је врста сисара из породице опосума (Didelphidae) и истоименог реда (Didelphimorphia).

## Распрострањење
Мексико је једино познато природно станиште врсте.

## Станиште
Сиви мишолики опосум има станиште на копну.

## Начин живота
Сиви мишолики опосум прави гнезда.

## Угроженост
Ова врста није угрожена, и наведена је као последња брига јер има широко распрострањење.

### Популациони тренд
Популација ове врсте је стабилна, судећи по доступним подацима.